# Сульфид трипалладия
Сульфид трипалладия — бинарное неорганическое соединение
палладия и серы
с формулой Pd3S,
кристаллы.

## Получение
- Сплавление стехиометрических количеств чистых веществ:

{\displaystyle {\mathsf {3Pd+S\ {\xrightarrow {600^{o}C}}\ Pd_{3}S}}}

## Физические свойства
Сульфид трипалладия образует кристаллы
ромбической сингонии,
пространственная группа A ma2,
параметры ячейки a = 0,6088 нм, b = 0,5374 нм, c = 0,7453 нм, Z = 4
.
Существует в интервале температур 555÷635°С.